# Teisnach (Fluss)
Die Teisnach ist ein Fluss in Ostbayern. Die Teisnach durchzieht das obere Teisnachtal vorbei an den Orten Achslach, Gotteszell, Ruhmannsfelden und Patersdorf und mündet schließlich beim gleichnamigen Ort Teisnach in den Schwarzen Regen, der über den Regen in die Donau mündet.

## Name
Die Endung -ach leitet sich vom althochdeutschen -aha mit der Bedeutung „Fließgewässer“ ab. Das Bestimmungswort bildet vermutlich ein Personenname *Tīso.

## Zuflüsse
Vom Ursprung zur Mündung. Teilweise hierarchisch. Auswahl.
- Achslacher Bach, (rechter Hauptstrang-Oberlauf)
  - Grüner Bach, (rechter Hauptstrang-Oberlauf)
  - Vorderer Weinbach, (rechts)
  - Goldbach, (links)
- Wolfertsrieder Bach, (linker Nebenstrang-Oberlauf)
- Hinterer Weinbach, (rechts)
- Kieselmühlbach, (links)
- Steinbach, (rechts)
- (Mühlbach), (linker Teilungslauf)
- Droßlach, (rechts)
- Hohlbauernwaldbach, (rechts)
- Brunnenbach, (rechts)
- Wandelbach, (rechts)
  - Auerbach, (links)
- Ruhmannsbach, (links)
- Haßlbach, (links)
- Grünbach, (links)
- Flinsbach oder Flinzbach, (rechts)
- Fernsdorfer Bach, (links)
- Nußbach, (links)

## Bilder

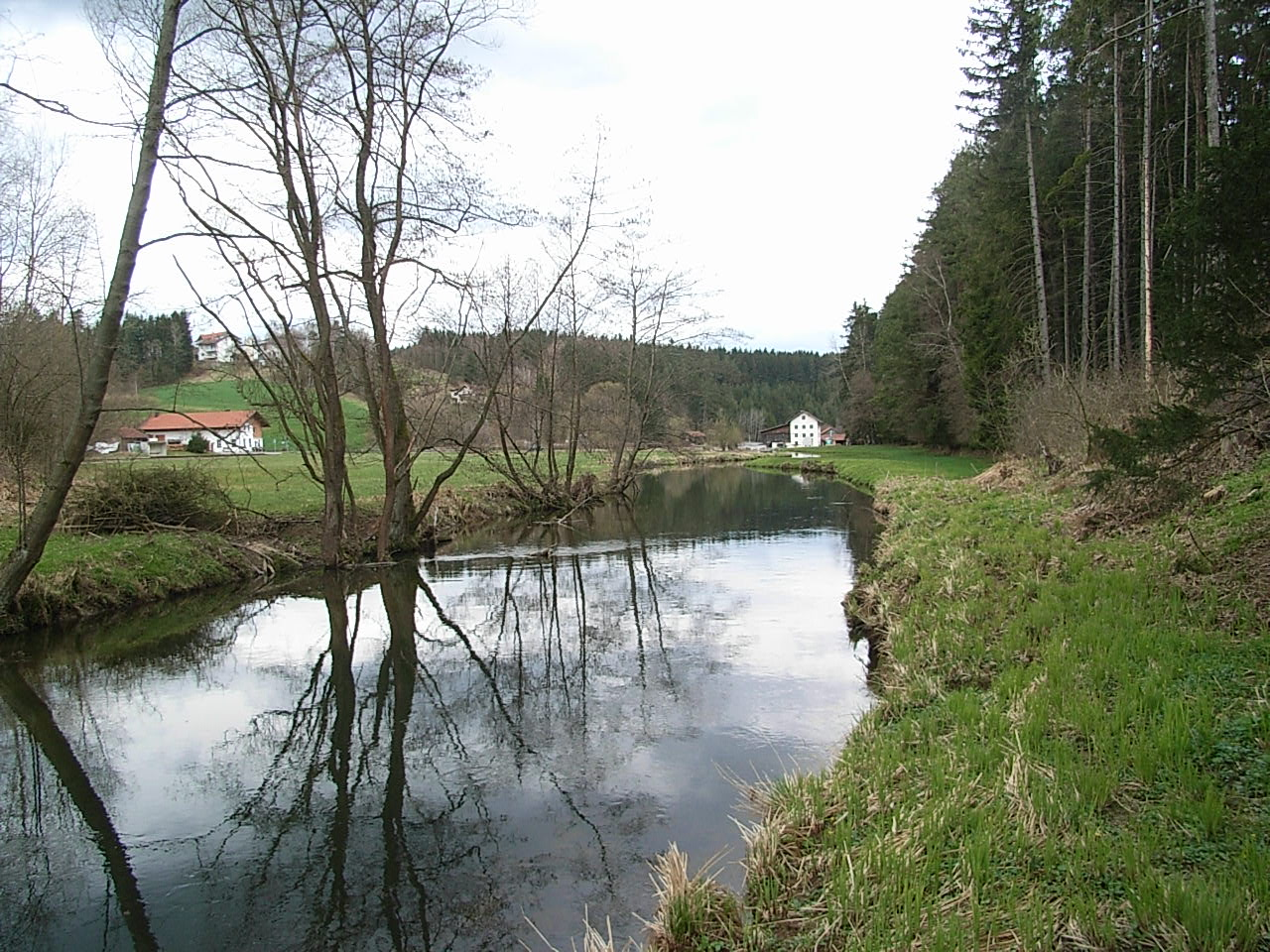
Die Teisnach nahe Patersdorf